# ジャン＝ポール・マラー
ジャン＝ポール・マラー（フランス語: Jean-Paul Marat、1743年5月24日 - 1793年7月13日）は、フランスの革命指導者、医師。

## 生涯

### 革命まで
1743年5月24日、スイスのプロシア領ヌーシャテルで6人兄弟（妹2人、弟3人）の長男として生まれた。幼少期については不明な点が多いものの、それほど裕福な家庭ではなかったと推測されている。この頃から正義感の強い性格であり、11歳の頃、父親から罰を受けた理由に納得できず、怒って2日間何も食べなかった。権威が傷つけられたと感じた父親はマラーを部屋に閉じ込めたため、窓から飛び降りて脱出しようとした際に怪我をしたため額に傷が残ったというエピソードがある。後に自分の子供時代について、「私は子供の時から名誉心が強く、その対象は変わったが、私から離れることはなかった。5歳の時には学校の先生に、15歳では教授に、18歳では著作家に、20歳では創意のある思想家になろうと思った。そして今日（1793年）では、祖国のために身を捧げようと思っている」と書いた。
1760年頃、家を出てボルドーに行くと、精糖業者の家庭教師となり、かたわら同市の大学で医学の勉強に励んだ。2年後にはパリに出たかと思うと、1765年イギリスに渡り、オランダにも旅行している。

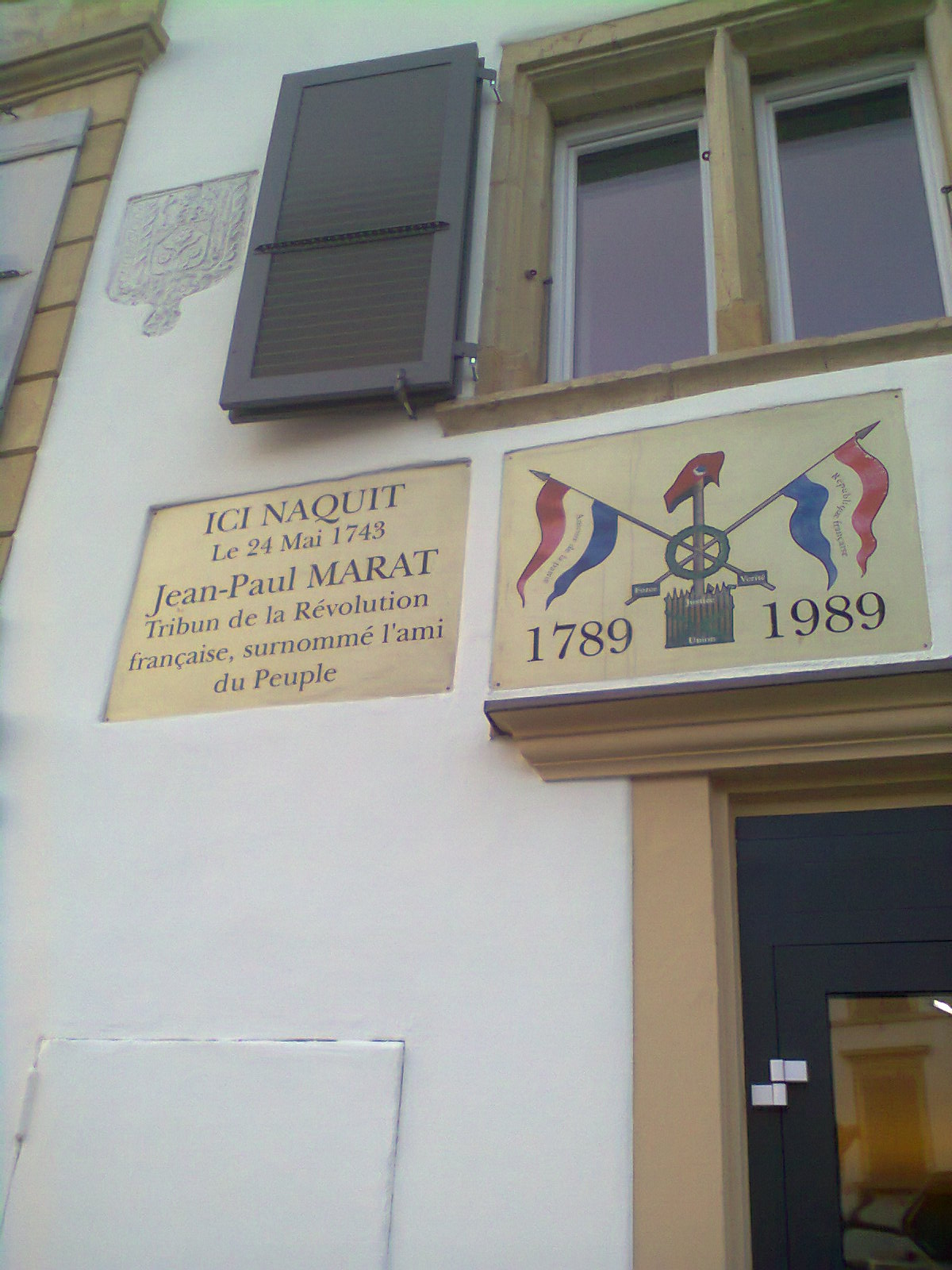
スイスのヌーシャテルにあるマラーの生家に飾られた記念碑

1765年から76年までの10年間はイギリスに住み、この頃ロンドンで開業医となる。1774年のイギリス総選挙にあたり、『奴隷の鎖』という書物を出版した。専制支配を攻撃し、君主制の元においては人民はけっして幸福ではありえないことを示すのが目的だった。
1776年、イギリスからパリに移るとここでも医者として生計を立てた。「医者に見放された多くの上流階級の患者を、私は癒したので、その人達と友達になった」と本人は書いており、この友人を介して社交界に出入りするようになった。後に王弟アルトワ伯（後のシャルル10世）の護衛隊付きの医師として働くようになる。
『奴隷の鎖』で示した政治・社会問題についても考察を続け、ベルンのアカデミーの懸賞論文に応募するため『刑法草案』という社会的不公平に関する問題を取り上げた論文を書きあげた。ここでは「自己保存の考慮は人間の第一の義務である」とし、現状の社会的不平等を解決する方法として「反抗」を挙げている。生活のためなら盗みをすることさえ擁護したこの論文は応募の結果、落選した。また、この時期のマラーは自然科学の論文を発表して科学アカデミーとも関係を持ちつつ、自身も自然科学の研究を行い科学アカデミーに認めてもらおうと努力したが叶わず、その時の不満は革命期におけるアカデミーへの攻撃となって表れている。
1783年、スペインの宮廷に接近し、この国への移住を企て失敗する。そのためにアルトワ伯付きの医師としての地位を失い生活が苦しくなっていった。1788年には病気を患ったが、全国三部会召集のニュースを聞くと「このニュースは私に、いきいきとした感動をあたえ、私は生気を取り戻した」。当時の民衆は、全国三部会によって国王は人々の不安や要求に耳を傾けようとしているのだと考えていたが、実際は国王にも財務長官ネッケルにも改革の意思はなく、全国三部会の議題は財政赤字の解消のみに限った。
1789年2月、『祖国に捧げる。一名、フランスの第三身分論』と題するパンフレットを書き上げている。その他、バルナーヴ、ミラボーといった人物に手紙を送り議会で審議中だった人権宣言案について自己の見解を述べるなどして革命に関わり始めた。

### 革命指導者としての活躍
1789年9月12日、新聞『人民の友』の第一号が発刊される。大きさは八切版、八項だてが多かった。以後、マラーはこの新聞と一体となり、文字通り人民の友として行動するようになる。革命指導者としてのマラーはマスコミュニケーションを最大限に利用した指導者だった。
初期の『人民の友』はパリ市当局や議会の憲法委員会の事業を激しく攻撃した。これが原因で10月8日、パリ市当局から逮捕状が発せられ、2ヶ月ほど身を隠していたが翌年3月に逮捕、やがて釈放されている。「哲学が今の革命を準備し、開始し、援助したことは否定できない。しかし、著作だけでは十分ではない。行動が必要である」と書いた通り、この新聞の論説の中にはルソーの人民主権説と並び、革命における人民の直接行動（蜂起）を肯定する革命理論家としてのマラーの特色が見られる。同時に特権階級や、制限選挙制などそれらの人々に好都合な諸制度を非難した。1790年1月にグレートブリテン王国に亡命。4月に戻ってからコルドリエ・クラブ（Club des Cordeliers）に入る。
1790年11月、「フランスの政体が王政以外にはありえないと考えることは、とてつもない誤りである」と断言し、共和政への傾斜を示しながら、王の行動を厳重に監視すべきと強調している。マラーが警告した通りヴァレンヌ事件が起きると、王への処罰を提示しながらも摂政を置くことは認めた。その後起きたシャン・ド・マルスの虐殺に関してラファイエットと議会を攻撃したために弾圧を受け、新聞の発行が不可能になる。刊行資金を求めていたマラーを助け刊行を続けさせたのが『人民の友』の印刷にも関わっていた印刷工の女性シモーヌ・エヴラールであり、ふたりは1792年に結婚した。
1791年10月20日、ジロンド派の指導者であるブリソはアメリカがイギリスとの戦争を経て革命を成功させた例を挙げ、内憂を打開するためとしてヨーロッパ列強に対する戦争を示唆する。これに対しバルナーヴらは反戦を唱え、マラーやロベスピエールは、戦争が国内の反革命勢力に利益を与えることを警戒して自重を主張した。この頃、マラーとロベスピエールはどちらも立法議会に議席は持たず、もっぱらジャコバン・クラブを足場にして活動していた。マラーは「もし戦争が起これば、どんなに自由の防衛者たちが勇敢であろうと、我が国の軍隊が最初の会戦で惨敗するであろうと予見することは、なにも賢人でなくとも明らかである」と述べたが結局、翌年4月20日、フランスはオーストリアに宣戦布告する。
1792年、国民公会の議員に選出され山岳派に所属した。9月21日、新たに召集された国民公会は最初の会合で「王政はフランスにおいて廃止される」と宣言する。同じ頃、政治的権利の平等や共和国の一体感との関連で、パリの位置づけが問題になった。そこで山岳派とジロンド派が対立した。ジロンド派は、首都とはいえただの一都市にすぎないパリが、それ以外の地域よりも強い政治影響力を持つことは不平等であり一体感を乱すものと考え、パリおよびパリ選出の議員、とりわけロベスピエールとマラーを敵視した。

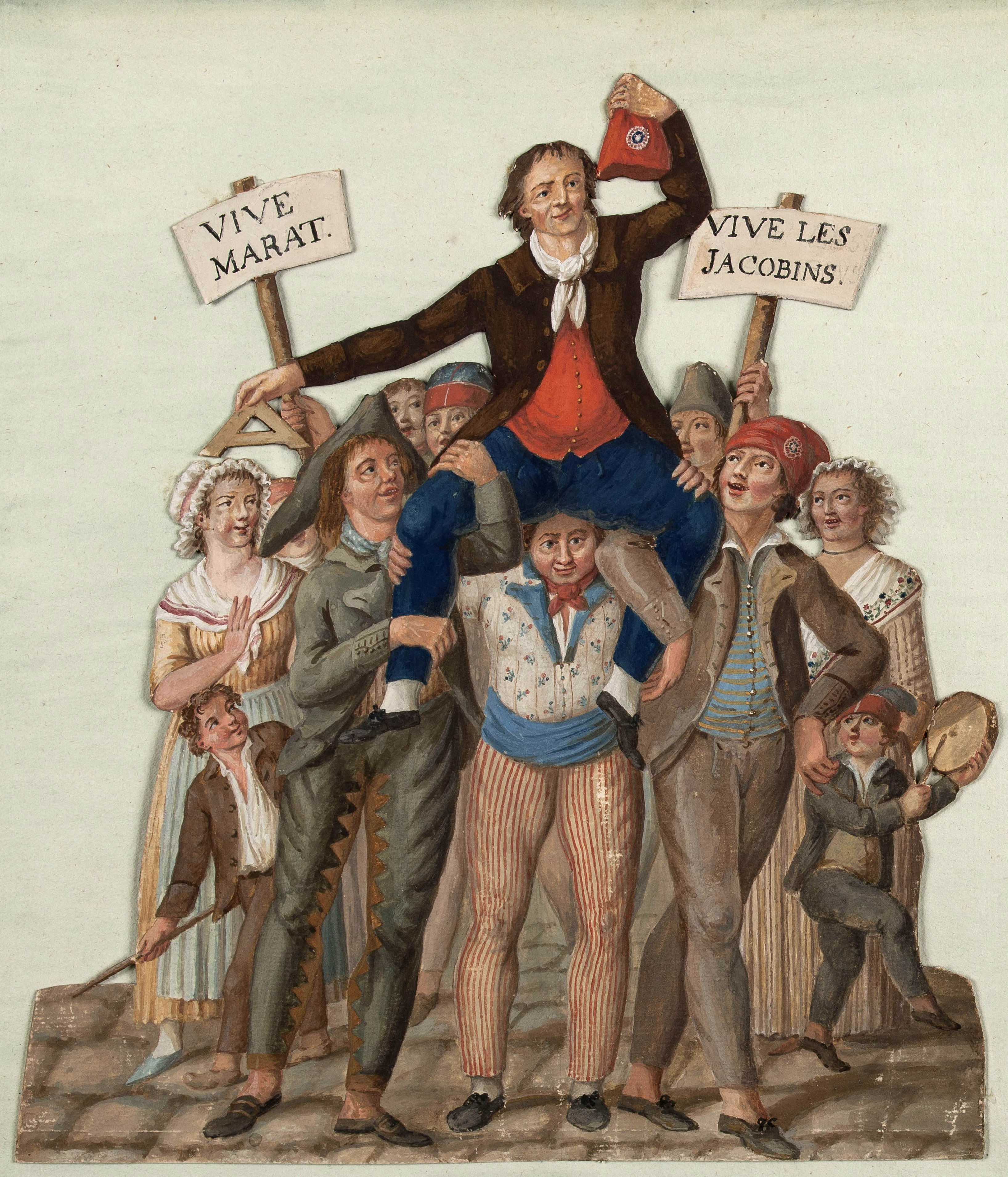
釈放されたマラー。民衆の歓喜で迎えられた。

開戦後、各前線でフランス軍の敗退が相次ぐ。1793年4月、フランスのデュムリエ将軍が幕僚やルイ＝フィリップと共にオーストリア軍に投降した。デュムリエはジロンド派に近い存在と見られており、彼の裏切りはジロンド派にとって不利に働いた。この頃、山岳派は自派の者が多く地方に派遣されていたため、議会での勢いを削がれていた。機会を伺っていたジロンド派は反撃に出て、マラーがジャコバン・クラブでジロンド派大臣の罷免を要求したのを受け、4月12日、マラーを国民公会侮辱罪で逮捕させた。
起訴された際、マラーは自身を次のように弁護した。「私の両親と裁判所の公平さにかけて、私は革命以前と以後の私の行為が、最も厳しく調べられることを私自身も要求する。私は革命のずっと以前にも、イギリスでひとつの著書（「奴隷の鎖」）を書いたが、それはなんら革命を準備するのに役立つものではなかった。三部会が近づくや、私はさらに努力をし、数々の愛国的著作によって、人民の諸権利を主張し続けてきた。革命が始まってからも、私は人民を啓蒙することをやめなかった。私は絶えず、何ものにも揺るがない勇気をもって、祖国の裏切り者たちーー人民の影に隠れて、人民を騙し、人民の誠実さを迷わしていた人々ーーの仮面を剝いだ。王位にあった暴君を震え上がらせ、ついには死にまで追いやった。私の手にあるペンは、敵にとっては恐ろしい武器となったので、私の声を圧し潰し、ペンを縛りつけるために、敵は約束、甘言、誘惑、脅迫、迫害とあらゆる事を試みたが、すべて失敗した。『人民の友』はいつも、正義にふさわしいものであることを示してきた。この正義こそ、私が絶えず守ってきたものであり、体温がなくなるまで守り続けるであろう。なぜなら、それこそ人類の自由と幸福とに関わるものであるから」。
この件についてダントンはジロンド派に対し、「マラーは人民代表者（国民公会議員）ではないのか。そして沢山の否定し得ない根拠により、その必要性が明示される限りにおいてしか、あなた方は公会に手をつけるべきではない、というこの大原則を、あなた方はもう覚えていないのか。…マラーは彼の同僚の全体によってしか裁かれない権利を持っている。あなた方がこの後者（マラー）を裁判所に送るほどの不公平なことをするなら、それは明らかに感情によるものでしかないだろう」とマラーを弁護した。
「人民の友」と呼ばれていたマラーの逮捕にパリ民衆は猛反発し、15日には48あるセクションのうち35のセクションがジロンド派の追放を要求した。24日、マラーは釈放されている。
5月18日、ジロンド派の議員ガテは、パリのコミューンを潰しセクション代表者会議をもってそれに代えることと、国民公会をブルジュに移すことを提案する。平原派のバレールとカンボンは代案として、パリのコミューンの行動を監視するため国民公会の中に「十二人委員会」の設置を提案し、了承された。20日の選挙では委員全員にジロンド派が選ばれ、24日、彼らはパリのコミューンの役員でありサン＝キュロットのリーダーであるエベールとヴァルレを逮捕させる。翌日コミューンは公安委員会にエベールの釈放を要求したが、議長でジロンド派のイスナールは拒否した。
26日、マラーはジャコバン・クラブでジロンド派に対する蜂起を訴え、ロベスピエールもこれに同調した。27日、三万人のサン＝キュロットが国民公会を取り囲み、ジロンド派議員が退席した折をついて、山岳派は十二人委員会の解散とエベールの釈放を決定する。6月2日、八万人に膨れ上がったサン＝キュロットはジロンド派29名の逮捕と2人の大臣罷免を要求した。
逮捕を免れたジロンド派の多くは故郷に逃走し、パリ民衆の非合法な介入に対抗するため、山岳派の決議無効を訴えて、地方の力を借りることにした。ジロンド派追放前からパリの対応に不満があった地方の諸都市はこれに乗じ、国民公会が本来持つべき正当性の回復を要求してパリに敵対的な行動を取った。これが「連邦主義の反乱」と呼ばれる反乱となる。
この反乱を支持し、山岳派の政策に不信を抱いたのが後にマラーを暗殺するシャルロット・コルデーだった。

### 暗殺と死後

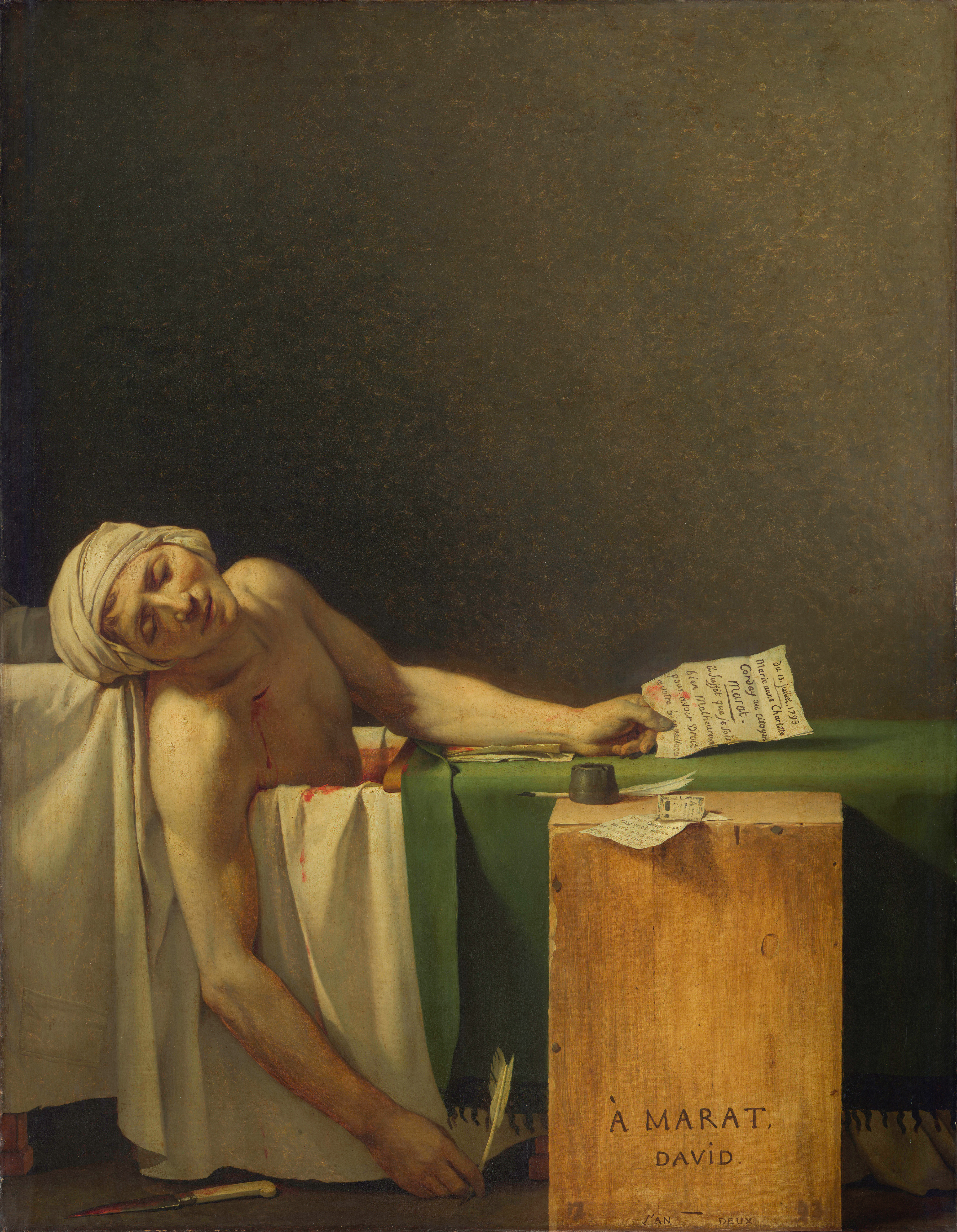
『マラーの死』（ジャック＝ルイ・ダヴィッド画 ）

この頃、持病の皮膚病が悪化。活動不能となり、自宅（現在のパリ6区エコール＝ド＝メドゥシーヌ通り (fr) 20番地）にこもって1日中入浴して療養していた。1793年7月13日午後6時、面会に来たジロンド派支持者のシャルロット・コルデーに左胸を短刀で一突きされて、暗殺された。浴槽におけるマラーの姿勢からして刺せる部分は胸の上部か首以外にはほとんどなかったため、胸の真ん中を刺され、生命の維持に不可欠な器官である片方の肺に穴が開き、特に頸動脈が切断されていた。新たに研がれた刃物が斜めに刺さったことで、一突きで頸動脈を切断され、大量に出血したのが死因と見られており、マラーにとっては不運、コルデーにとっては幸運な出来事だった。犯罪の動機について、コルデーは、マラーは九月虐殺とジロンド派の除去についての責任があり、彼はフランス中の内戦の火をつけ、更には独裁者となることを欲していたのだと躊躇なく答えている。
遺体は防腐処置が施された後、15日にコルドリエ教会に運ばれた。そして高台に上半身を晒した状態で安置されて同日の午後6時まで一般公開され、見学者は暗殺の傷痕を間近で眺めることができた。その後、パリを一巡する葬列に運び出され、最後にコルドリエ教会の庭園の木立の中に埋葬された。墓穴は周囲を石で囲い、鉛の棺に遺体は収容され、3個の敷石と1つの圧し石で棺を挟む形で安置された。棺の脇には同じく防腐処理された心臓以外のマラーの臓物を納めたバター壺が置かれ、最期に土がかけられた。同年7月17日に暗殺実行犯のシャルロット・コルデーが処刑され、同月28日にはコルドリエ・クラブによって盛大な追悼式典が葬儀として改めて執り行われた。マラーの心臓は櫃の上に置かれ、籠に入れられたマラーの著作本全集と併せて行進した。リュクサンブール公園の広い並木道の中央には円柱形の祭壇が設けられ、マラーの胸像が乗せられた。午後10時に式典が終了すると、心臓はドーフィーヌ通りにあったコルドリエ・クラブに運ばれた。
マラーの暗殺を受け、人々は祖国の敵は身近に潜んでいると考えた。その不安と危機感が、ジロンド派の議会からの追放を正当化し、国民公会とサン＝キュロットを危機に対して団結させ、貴族・ジロンド派・女性への抑圧全般をも正当とみなす雰囲気を作り出したことで、革命政府の形成と恐怖政治の遠因となった。また、民衆運動の指導者たちは暗殺されたことで人気が増したマラーの後継者と認められることを目指し、エベールがこれに成功した。

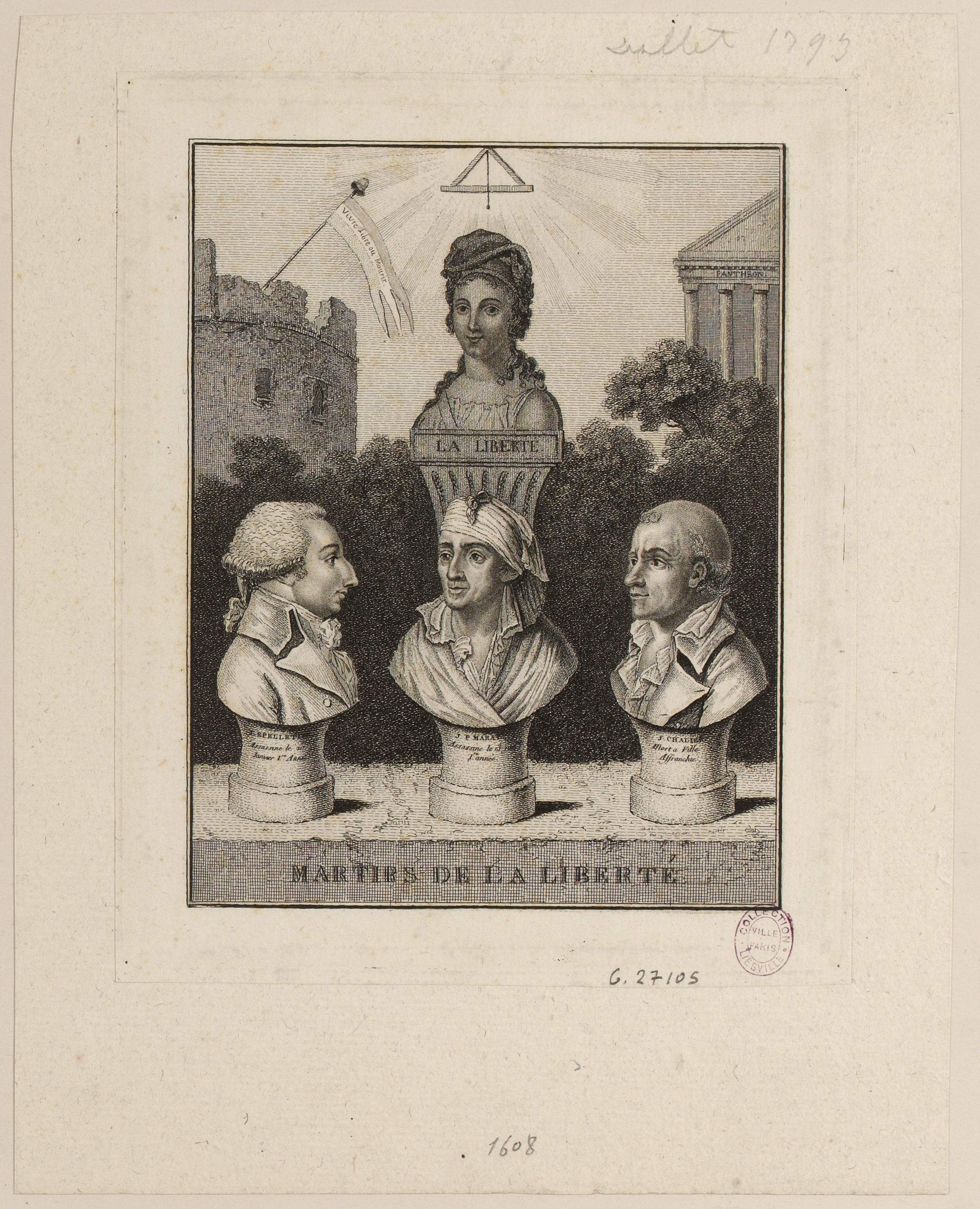
自由の殉教者。左からルペルティエ、マラー、シャリエ。

11日5日、マラーの胸像が議会に安置されることが決定する。1793年以降、「自由の殉教者」と呼ばれるものが登場し、革命の大義に命を落とした人物は、あたかも聖人のように崇拝された。マラーはシャリエ、ルペルティエと共にその代表格となる。当時、非キリスト教化運動による理性崇拝が問題となっており、これに代わる新たな革命礼拝を作りたいロベスピエールにとって祖国のシンボルがどうしても必要だった。
しかし、「自由の殉教者」はエベール派によって利用されることが多くなり、エベール派がフランス東インド社にまつわる汚職事件で告発されると、マラーたちの評判にも影響が出た。翌年3日13日、サン＝ジュストが演説し、事件で告発されていたエベール派とダントン派を批判したが、その中で「マラーはひとりしかいない。彼の後継者たちは、彼を赤面させる偽善者だ」と述べた。
後に遺体はコルドリエ教会の庭園から棺ごと掘り出され、1794年9月20日にチュイルリー宮の一室に安置され、「革命の殉教者」として翌日の9月21日に旋回橋、ロワイヤル通り、サン・トレノ通り、モネー通り、ポン・ヌフ、ドーフィーヌ通り、フォセ通り、サン・ミシェル通り、サン・チヤサント通りサン・ジャック通りを行列を成しながらパンテオンへ到着し、歌と音楽を流しながら埋葬室へ安置された。改葬の式典は、三色飾帯をつけた議員やサブロン練兵所の騎兵や歩兵の生徒など総勢3500人が参加する大規模なものだった。
マラーが暗殺された翌日から、彼をパンテオンに入れるかどうかがパリ自治体や公会で討議されていた。当時、ミラボーがパンテオン入りした後で宮廷と通じていたことが判明した一件などを受け、20年の月日が経った後でパンテオンの栄誉を与えるか否か決定すべきという案が浮上していたがまだ採決されておらず、様々な意見が飛び交った。この時、ロベスピエールは「パンテオンの栄誉を与えることが求められている。だが、この栄誉とは何であるのか。その場所に横たわっている人々は誰であるのか。ルペルティエを別にして、私はそこに有徳な人間を見出せない。彼（マラー）をミラボーの傍らに置くのだろうか。…それが、人民の友のために人々が（与えることを）願い出ている栄誉なのである」とし、共和国が勝利すれば、マラーの記憶が当然受けるべき栄誉を彼に与える時がいずれにせよ来るだろう、と述べている。しかし絵の依頼を受けていたダヴィッドが完成した『マラーの死』を公会に贈り、マラーのパンテオン入りに賛成する演説を行うと、その絵の見事さもあり彼の遺体をパンテオンに移すことが決まった。
しかしテルミドール9日のクーデター後の1794年冬、マラーがパンテオンに存在することに反対するためのキャンペーンが荒れ狂い、『マラとジャン・ジャック・ルソーの間でのパンテオンの大喧嘩』と題する小冊子では、マラーのことを流血を好む狂人、死刑執行人たちと殺人者たちに崇められる殺人の喧伝者であるとし、この廟堂において彼は啓蒙思想家たちの眠りを妨げているので、この廟堂から間もなく追い出されるだろうと告発されている。この小冊子の流行はマラーの胸像の破壊を引き起こした。1795年2月7日、フェドー劇場では観客たちがマラーの胸像のひとつを倒して台座から引き降ろし、ルソーの胸像と入れ替えた。またモンマルトル街では子供たちがマラーの胸像に非難を浴びせながらそれを引きずり回し、「マラー、ここがお前のパンテオンだ！」と胸像に向かって叫びながらそれを下水渠に投げ捨てた。
1795年2月8日、国民公会は市民に対するパンテオン納骨の特典を剝奪し、死後10年を経過しない人物の胸像を、公会内部や公的な場所へ設置することを認めない法令を布告している。これによりマラーの胸像は全て撤去された上で破壊され、遺体も法令布告の翌日にパンテオンから取り除かれて別の墓地へ埋葬された。またカルーゼル広場やシャンゼリゼの芝地にあった霊廟も取り壊され、マラーの名を冠したコルドリエ派の地区も「テアトル フランセ区」と改名された。

## その他

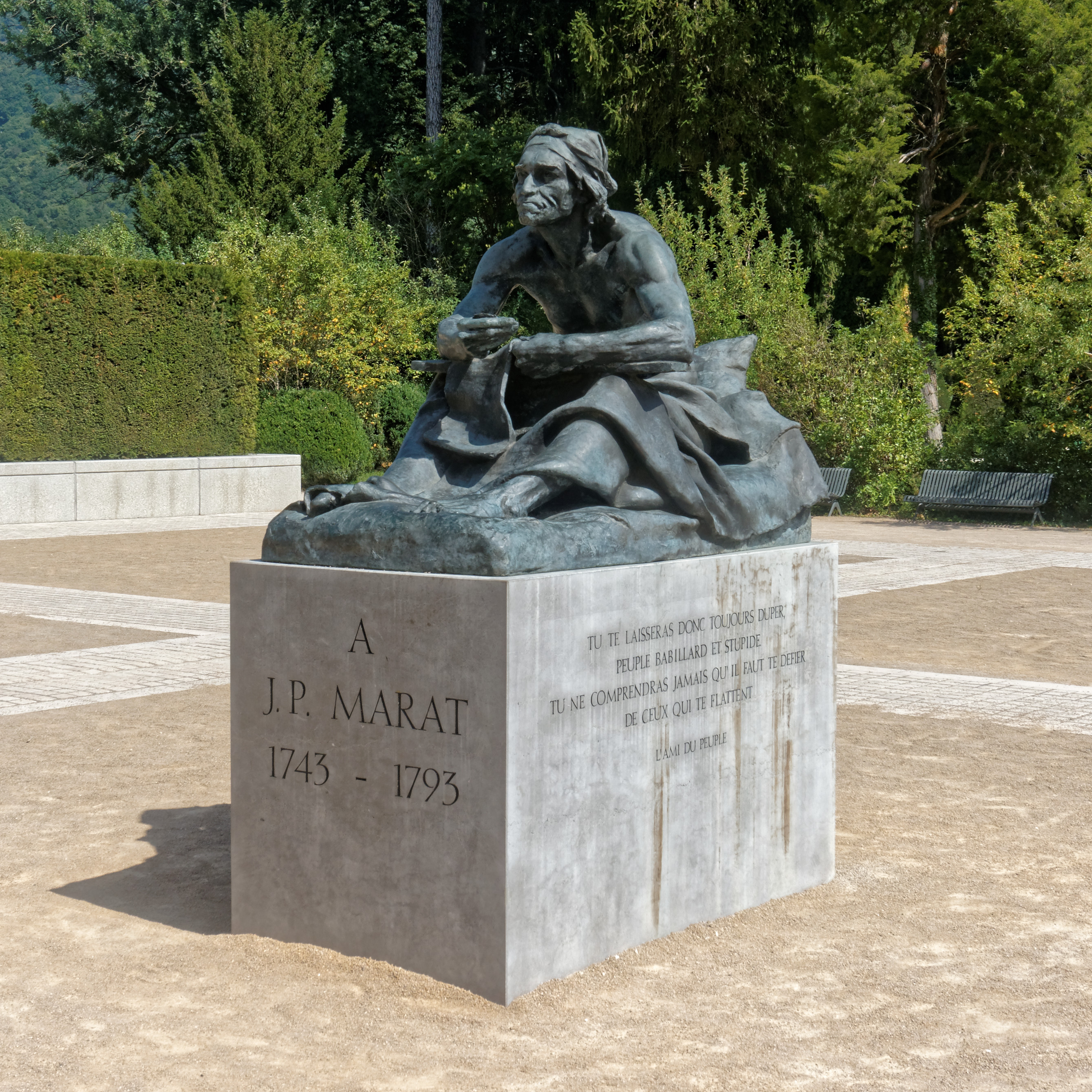
フランス革命博物館の入口付近にあるマラーの彫像。ジャン・バフィエ作

フランス第二帝政期には非道な人物といわれ、現在でも評価が分かれている。8月10日のテュイルリー王宮襲撃事件や反革命派への九月虐殺を引き起こした、化学者アントワーヌ・ラヴォアジエの処刑はマラーの私怨によるもの、など黒い噂が多くある人物だが、いずれも歴史的な根拠はない。
元『フランス革命史年報』編集長 のミシェル・ビアールはマラーについて、「間違いなくマラはフランス史上で暗殺された代議士の中でもっとも有名な人物である。いかにして、この出来事を目立たない所に追いやって、シャルロット・コルデの神話が少しずつ幅をきかせるようになったか、さらにいかにして、マラが悪魔化されると、マラはそれ相当に悪魔たることを課され、この殺害事件の2人の立役者は逆の役割を与えられることになったのかを、最近ギヨム・マゾーは示した。犠牲者（マラ）はみずからは誰の血も流したわけではないのに、ある種の死刑執行人に変わり、犯罪者である彼女（コルデ）の方は『国民の剃刀』（ギロチン）の犠牲者ということになった」と書いている。

## 文献リスト
- 桑原武夫『フランス革命の指導者〈下巻〉』、創元歴史選書 、1956年

- 山崎耕一『フランス革命　「共和国」の誕生』、刀水書房、2018年9月、ISBN 978-4887084438
- 竹中幸史『図説　フランス革命史』、河出書房新社、2013年1月、ISBN 978-4309762012
- ミシェル・ビアール『自決と粛清 　フランス革命における死の政治文化』2023年2月、ISBN 978-4865783780